# Ernesto del Castillo
Ernesto del Castillo Bordenabe o Ernesto del Castillo Bordenave (México, 1874 - Francia, 1949) fue alcalde republicano de Santander (Cantabria, España) desde el 28 de febrero de 1936 hasta el 2 de febrero de 1937 por el partido Unión Republicana (UR).

## Biografía
Su andadura en la alcaldía santanderina comenzó cuando se depuso a su predecesor, Elofredo García, en 1936 y finalizó en 1937, cuando lo sustituyó por el socialista Cipriano González López.
Durante su ejercicio, acometió una serie de obras enmarcadas en un proceso de reordenación urbana de la ciudad, lo cual dio lugar a polémicas demoliciones que, según algunas opiniones, dañaron parte del patrimonio artístico de la ciudad de Santander. Es en esa época, empezó a ser apodado como «el Piqueta».
Entre las construcciones derribadas a causa de sus controvertidas decisiones figuran la Ermita de San Roque, ubicada en El Sardinero desde hacía más de cincuenta años; la antigua iglesia de San Francisco del siglo XVII, resto del convento del mismo nombre derribado en 1896 para construir los edificios del Mercado de la Esperanza y el ayuntamiento, y derribada su vez en 1936 para ampliar éste (hasta entonces sólo se encontraba construida la mitad); la Estación de la Costa (de 1905) y la Estación del Norte para trasladarlas a la ubicación actual en la Plaza de las Estaciones y el Puente de Vargas, edificado en 1909 sobre otros anteriores. 
Fruto de todas estas obras de reordenación, durante su mandato se colocó la primera piedra de la ampliación del Palacio del Ayuntamiento, el 16 de diciembre de 1936, aunque las obras fueron paralizadas al finalizar la guerra civil, como otros proyectos iniciados durante su mandato, entre los que se encuentra el de Museos Provinciales y Escuela de Bellas Artes. Otros, como el túnel para conectar el centro de la ciudad con la zona Castilla-Hermida-Puerto-Estaciones fueron continuados por el régimen franquista.
| Predecesor: Elofredo García | Alcalde de Santander 1936 - 1937 | Sucesor: Cipriano González López |